# 凉兴郡
凉兴郡，中国十六国时设置的郡。
北凉段业分敦煌郡的凉兴县、乌泽县和晋昌郡的宜禾县置，治所在凉兴县（今甘肃省瓜州县东）。辖境相当今甘肃省瓜州县一带地区。北魏废。 